# Liên đoàn người khỏa thân quốc tế

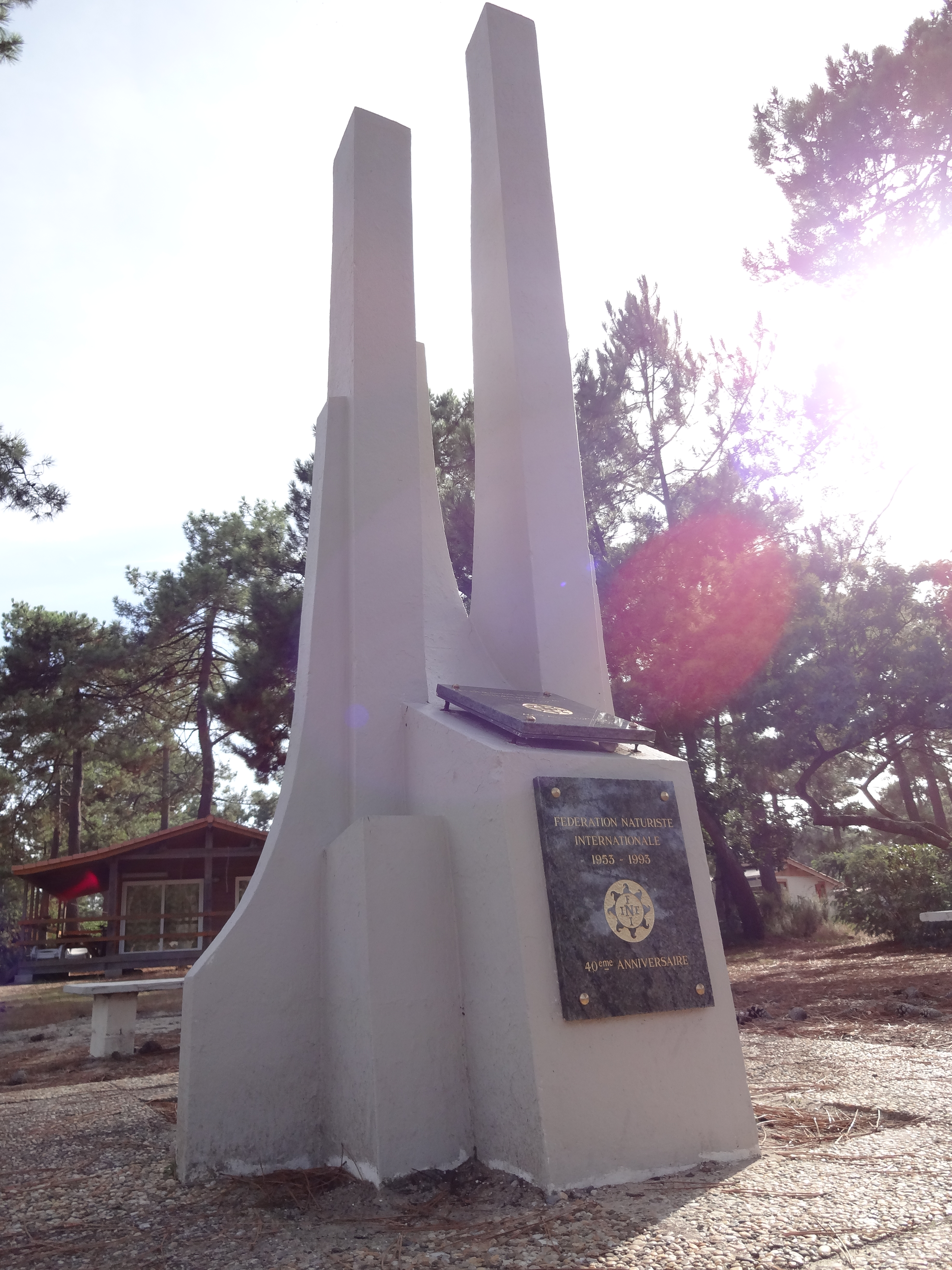
Tượng đài kỷ niệm (CHM Montalivet, Pháp) nơi liên đoàn người khỏa thân quốc tế (INF) được thành lập vào năm 1953.

International Naturist Federation (INF) hay Liên đoàn người khỏa thân quốc tế là một tổ chức bảo trợ (Umbrella organisation) toàn cầu đại diện chính thức cho những hiệp hội người khỏa thân ở những quốc gia.

## Quy định
Các quy tắc của INFO cung cấp cho các thành viên trực tiếp trong INF nếu không có hiệp hội người khỏa thân quốc gia liên kết (affiliated) trực thuộc tại nước cư trú.

## Các tổ chức liên kết

### Châu Phi
- Nam Phi - Hiệp hội người khỏa thân Western Cape (Western Cape Naturist Association)[2]

### Châu Á
- Thái Lan - Hiệp hội người khỏa thân Thái Lan (Naturist Association of Thailand) [3]